# Isha Khan

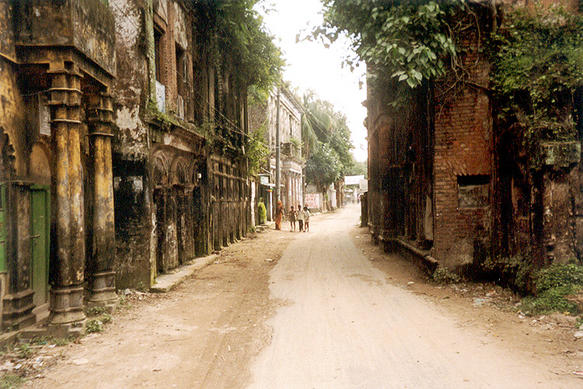
Die Ruinen von Sonargaon, dem Herrschaftssitz von Isha Khan

Isha Khan (bengalisch ঈশা খাঁ, Īśā Khā̃; * 18. August 1529; † 17. September 1599) war der politische und militärische Führer der Baro Bhuiyans, einer Allianz von zwölf Regionalherrschern im mittelalterlichen Bengalen. Er selbst herrschte im ostbengalischen Flachland um den Ort Sonargaon.
Während seiner Regierungszeit leistete er dem sich langsam ausbreitenden Mogulreich heftigen Widerstand, insbesondere 1584–86 in Kämpfen gegen Shahbaz Khan Kamboh, den General des Großmoguls Akbar I., und 1594 gegen Man Singh. Nach Isha Khans natürlichem Tod folgte ihm sein Sohn Musa Khan, der sich 1610 dem Mogulreich unterwerfen musste. 
Isha Khans erste Ehefrau war Fatema Khan aus der Dynastie von Hussein Shah. Später heiratete er auch Sarna Moi, die Tochter des Königs von Sripur, die nach ihrem Übertritt zum Islam den Namen Sona Bibi annahm. 
1992 wurde Isha Khan mit einer bangladeschischen 4-Taka-Briefmarke geehrt.